# راند تاپ (تگزاس)
راند تاپ، تگزاس(به انگلیسی: Round Top, Texas) شهری در ایالت تگزاس از ایالات جنوبی ایالات متحده آمریکا است. در سرشماری سال ۲۰۰۰، جمعیت این شهر ۷۷ نفر اعلام شد.